# Nossa Senhora dos Anjos

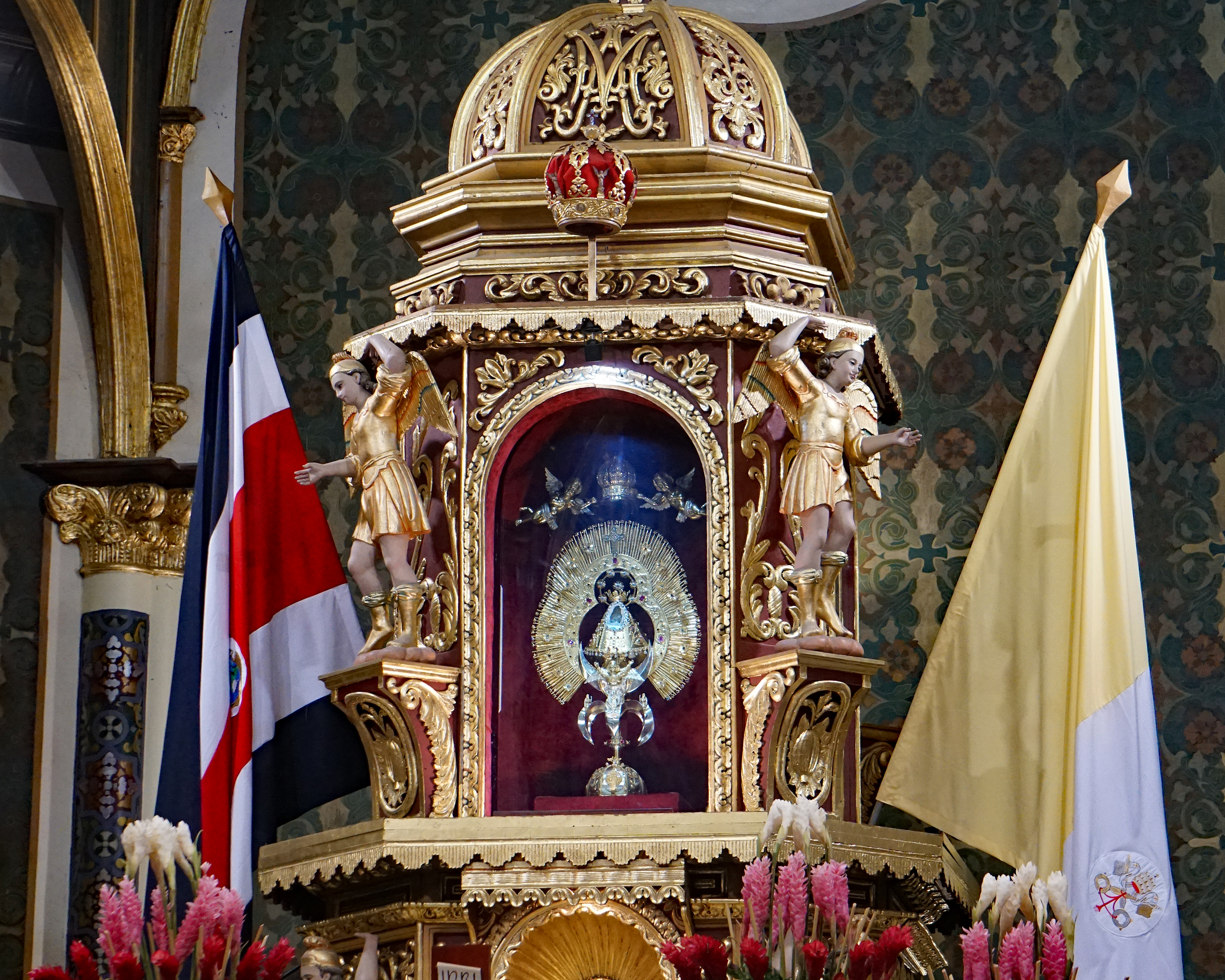
Nossa Senhora dos Anjos, patroeira da Costa Rica

Nossa Senhora dos Anjos é um dos muitos títulos e devoções à Virgem Maria. Era a Santa de Devoção de São Francisco de Assis junto de São Miguel Arcanjo.
Diz a lenda que na véspera de algumas solenidades, desciam de noite, numerosos coros de anjos do céu, festejando e cantando, em honra a Deus, Jesus e à Virgem Rainha Maria.
Nossa Senhora dos Anjos é a santa padroeira da Costa Rica e da Cidade Norte-Americana de Los Angeles, na Califórnia.
No Brasil, Nossa Senhora dos Anjos é a santa padroeira da Cidade Franciscana de Itambacuri, Minas Gerais, e a comemoração é em 02 de agosto (feriado municipal), dia em que a cidade recebe milhares de peregrinos para participar da tão célebre "Festa de Agosto".
No Município de Gravataí (Rio Grande do Sul, Brasil), por meio da Lei Municipal nº 510/1990, Nossa Senhora dos Anjos é Padroeira  da Cidade, sendo considerado seu dia Feriado Municipal, 02 de agosto.
Em Petrolina, sertão pernambucano, Nossa Senhora Rainha dos Anjos é celebrada em 15 de agosto. A padroeira da cidade reuni fiéis de todo Vale do São Francisco na sua igreja matriz centenária. A imagem da padroeira é datada do século XVIII.